# Onthophagus laevigatus
Onthophagus laevigatus là một loài bọ cánh cứng trong họ Bọ hung (Scarabaeidae).